# Mikrofonowanie
Mikrofonowanie – zjawisko w analogowych elementach elektronicznych polegające na tworzeniu się pasożytniczego mikrofonu.
Mikrofonowanie dotyczy najczęściej takich elementów, których fragmenty mogą się między sobą przemieszczać. Mogą być to bezpieczniki, żarówki, lampy elektronowe - które zawierają cienkie druciki wibrujące pod wpływem dźwięku. W transformatorach i dławikach cewki mogą się przemieszczać względem rdzenia. Pasożytniczym mikrofonem może być także głośnik, którego membrana pobudzana przez zewnętrzne źródło dźwięku przekazuje drgania do cewki, co indukuje w niej prąd.
Inną przyczyną mikrofonowania może być słabe przymocowanie elementu do podstawy.
Mikrofonowanie jest problemem w technice elektrycznego przetwarzania dźwięku, zwłaszcza w zastosowaniach hi-fi. Aby mu zapobiec, stosuje się elementy o specjalnej konstrukcji mechanicznej.